# Sven Lindman (fotbollsspelare)
Sven Henrik Lindman född 19 april 1942 är en före detta fotbollsspelare i Djurgårdens IF. Han kom ursprungligen från Dorotea kommun i södra Lappland där hans moderklubb hette IF Uven i Ormsjö. Spelade även några år i Lycksele IF i dåvarande division II Norrland innan han fick anbud från Djurgården.  
Han spelade där åren 1965-1980 och gjorde 312 framträdanden i Allsvenskan, vilket är ett klubbrekord. Genom åren i Djurgårdens IF gjorde Lindman 49 mål för klubben. Han hade även en kortare sejour i österrikiska Rapid Wien men fick sällan speltid vilket berodde på skador och minimalt förtroende från tränaren. 
Lindman representerade det svenska landslaget i 21 matcher och gjorde ett mål. Han var med i den svenska truppen till VM 1974 i Västtyskland